# Эсуа, Корнелий Фонтем
Корнелий Фонтем Эсуа (Cornelius Fontem Esua; 2 июля 1943 года, Мбетта, Камерун) — первый епископ Кумбо с 10 сентября 1982 года по 7 декабря 2004 года, второй архиепископ-митрополит Баменды с 23 января 2006 года по 30 декабря 2019 года.

## Биография
Родился в 1943 году в многодетной крестьянской семье в селении Мбетта, Камерун. Третий из семнадцати детей. Его родители были одними из первых в селении обращённых в католичество немецкими миссионерами из монашеской конгрегации «Миссионерское общество Святого Иосифа из Милл-Хилла». Обучался в католической начальной школе Святой Терезы в Мбетте и колледже Святого Иосифа в Сассе-Буэа. С 1964 года обучался в Высшей мемориальной семинарии в Энугу, Нигерия и с 1967 года — в Урбанианском университете в Риме, где получил научную степень по теологии.
29 декабря 1971 года рукоположён в священники. С 1973 по 1977 года изучал Священное Писание в Папском библейском университете в Риме и Еврейском университете в Иерусалиме. После возвращения в Камерун служил в приходе Святого Иосифа в Мамфе, преподавал Священное Писание и библейские языки в Высшей семинарии Святого Фомы Аквинского в Бамбуи.
8 сентября 1982 года Римский папа Павел VI выпустил буллу «Aptiora in dies», которой учредил епархию Кумбо и 10 сентября этого же года назначил его первым епископом этой епархии. 8 декабря 1982 года состоялось его рукоположение в епископы, которое совершил апостольский про-нунций Габона, Камеруна и Экваториальной Гвинеи и титулярный архиепископ Тибурнии Донато Сквиччарини в сослужении с архиепископом Баменды Полем Мбийбе Вердзеков и епископом Буэа Пием Су Ава.
7 декабря 2004 года папа римский Иоанн Павел II назначил его вспомогательным епископом архиепархии Баменды. После отставки архиепископа Поля Мбийбе Вердзеков 23 января 2006 года назначен архиепископом Баменды.
В 2009 году был одним из основателей и первым ректором Католического университета Камеруна (CATUC), членом Синодального совета Специальной Ассамблеи по Африке, членом Папского совета по межрелигиозному диалогу.
30 декабря 2019 года подал в отставку.